# Crassula capensis
Crassula capensis là một loài thực vật có hoa trong họ Crassulaceae. Loài này được (L.) Baill. miêu tả khoa học đầu tiên năm 1871.